# Tuyến đường biển Cape

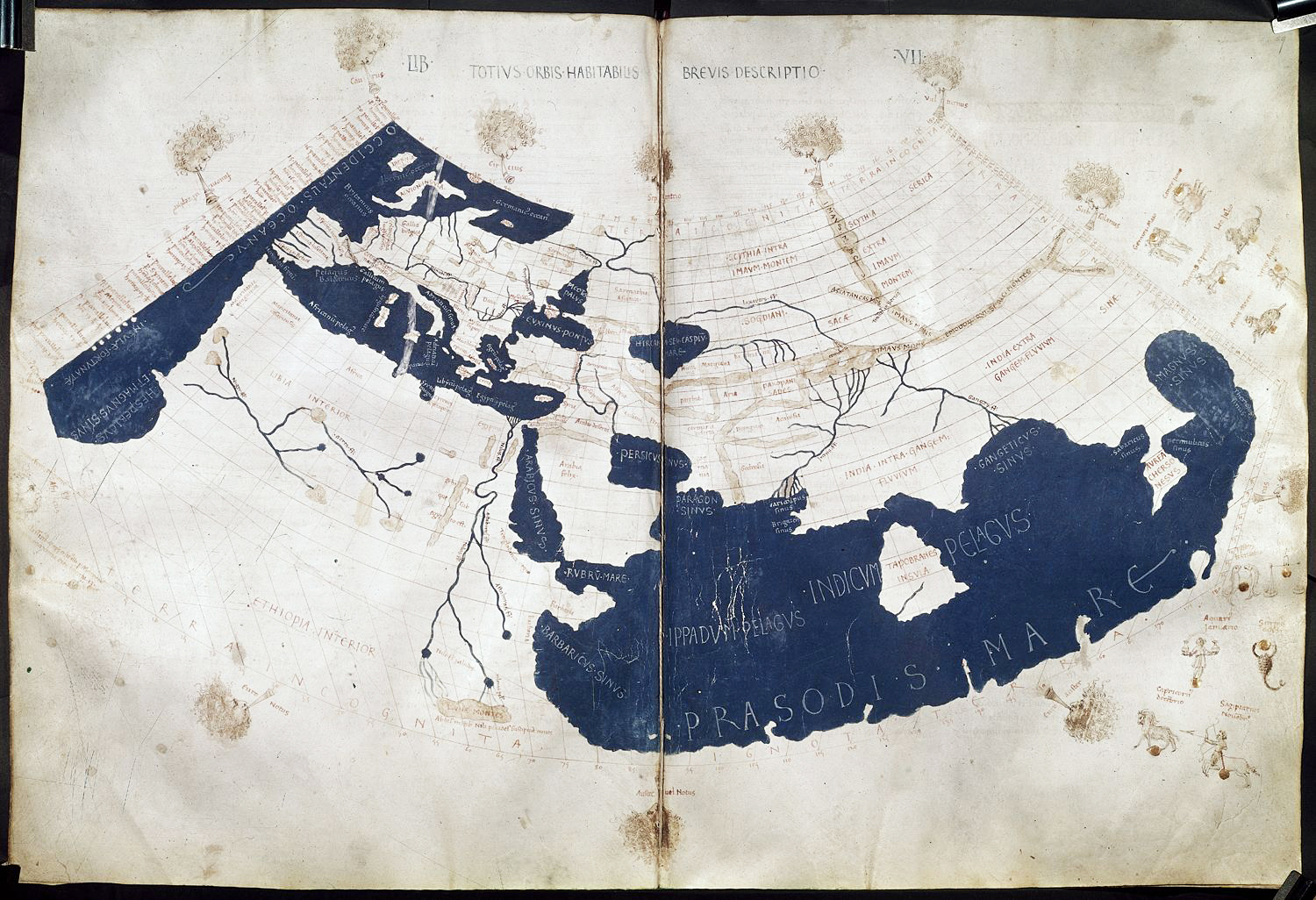
Bản đồ thế giới của Ptolemy cho rằng Châu Phi là một phần của vùng đất bên ngoài, ngăn cách Đại Tây Dương với Ấn Độ Dương.

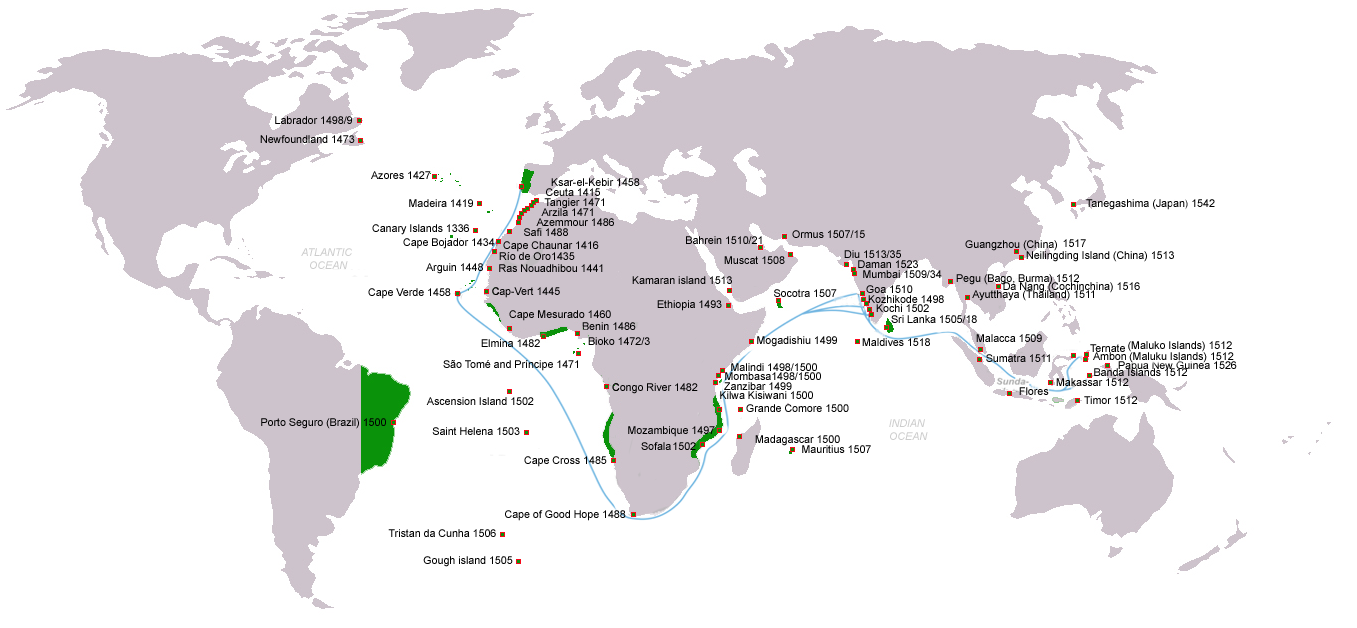
Các vùng đất của Đế quốc Bồ Đào Nha tập trung xung quanh Tuyến đường biển Cape.

Năm 1500, nhà thám hiểm người Bồ Đào Nha Pedro Álvares Cabral đã sử dụng gió thịnh hành trên Đại Tây Dương để đến Brasil, tạo nên một điểm dừng chân trước khi lên đường đến Ấn Độ.

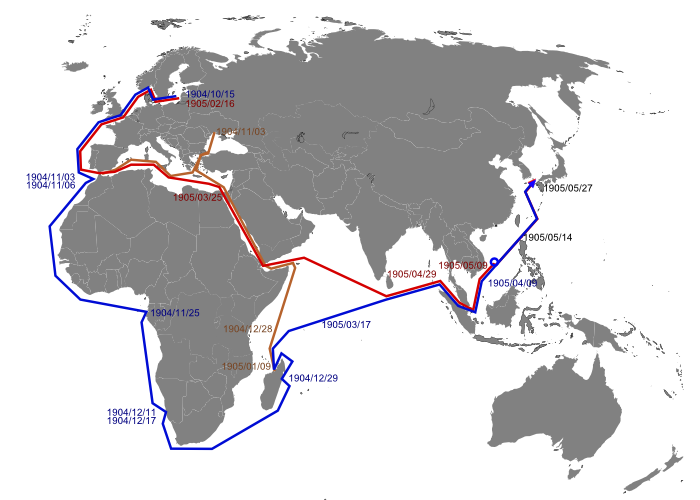
Kể từ khi kênh đào Suez mở cửa, tuyến đường biển Cape đã được sử dụng khi việc đi qua Suez bị từ chối, hoặc do tàu thuyền quá lớn. Trong Chiến tranh Nga-Nhật ở những năm 1904-05, các sự cố buộc hạm đội Nga phải đi vòng quanh Châu Phi.

Tuyến đường biển Cape, còn được gọi là Tuyến đường biển Âu - Á,  là một tuyến vận chuyển bằng đường biển từ bờ biển Châu Âu thuộc Đại Tây Dương đến bờ biển Châu Á thuộc Ấn Độ Dương đi ngang qua Mũi Hảo Vọng ở phía nam Châu Phi. Người đầu tiên hoàn thành tuyến đường này là nhà thám hiểm người Bồ Đào Nha tên Vasco da Gama vào năm 1498. Đây là một tuyến đường biển quan trọng trong Kỷ nguyên tàu buồm cho đến khi kênh đào Suez mở cửa vào năm 1869.

## Lịch sử
Các học giả của thời cổ đại phương Tây không biết chắc chắn được việc thông nhau của Đại Tây Dương với Ấn Độ Dương. Trong bản đồ thế giới của Ptolemy, kiến thức địa lý của Châu Âu cho rằng hai đại dương nằm xa nhau và ngăn cách bởi một vùng đất bên ngoài (Châu Phi).

### Khám phá
Cuối thời kì Trung Cổ, việc buôn bán gia vị từ Ấn Độ và Con đường tơ lụa từ Trung Quốc có tầm quan trọng lớn đối với kinh tế phương Tây. Nhưng đến năm 1453 với sự sụp đổ của Constantinople tạo nên sự gián đoạn về thương mại và khuyến khích người Châu Âu tìm một con đường biển mới. 
Nhà thám hiểm người Bồ Đào Nha Diogo Cão đã khám phá ra bờ biển phía nam Châu Phi (ngày nay thuộc Namibia) và Bartolomeu Dias tìm thấy Mũi Hảo Vọng vào năm 1488. Năm 1498, Vasco da Gama đã dẫn đầu một cuộc thám hiểm khám phá ra con đường biển đến tận Ấn Độ. Kể từ đó, tuyến đường biển Cape đã được đưa vào sử dụng.
Christopher Columbus đã tìm cách tìm một con đường biển qua Ấn Độ về phía tây, nhưng thay vào đó lại tìm thấy con đường đến Châu Mỹ. Những cuộc thám hiểm này đã đánh dấu sự khởi đầu của Thời đại Khám phá.Từ đó, các nhà thám hiểm châu Âu đã có thể lập ra bản đồ các đại dương trên thế giới.

### TrongKỷ nguyên tàu buồm
Tuyến đường biển Cape đã được người Châu Âu sử dụng trong Kỷ nguyên tàu buồm, đặc biệt là các công ty Đông Ấn.
Thuộc địa ở Châu Phi của người Châu Âu trước cuối thế kỷ 19 hầu như chỉ giới hạn ở một vài tiền đồn ven biển để hỗ trợ cho tuyến đường biển Cape. Công ty Đông Ấn Hà Lan thành lập Thuộc địa Cape của Hà Lan như một nơi chuyển tiếp trên đường đến Đông Ấn Hà Lan.

### Sự xuất hiện củakênh đào Suez
Kênh đào Suez mở cửa vào năm 1869 đã tạo nên một lối tắt giữa Đại Tây Dương và Ấn Độ Dương. Các cơn gió sa mạc tại Suez khiến kênh đào ít thích hợp cho thuyền buồm. Dù thuyền hơi nước có lợi thế cạnh tranh khi kênh đào mở ra nhưng tuyến đường biển Cape vẫn hữu ích cho thuyền buồm trong vài thập kỷ. Tuy nhiên, có thể nói sự xuất hiện của kênh đào Suez cũng bắt đầu cho sự kết thúc của tuyến đường biển Cape, cũng như Kỷ nguyên tàu buồm nói chung.
Mặc dù vậy, tuyến đường biển này vẫn phát huy tác dụng như một tuyến đường phụ nếu kênh đào Suez bị gián đoạn.
Kích thước tàu tối đa cho kênh đào Suez được gọi là Suezmax. Capesize những con tàu quá khổ đối với kênh đào Suez nên bắt buộc  phải sử dụng tuyến đường biển Cape để qua lại giữa Đại Tây Dương và Ấn Độ Dương. Lễ khánh thành năm 2015 của kênh đào Suez mới đã nâng cao kích thước Suezmax và cho phép các tàu lớn hơn đi qua. Từ đó, tuyến đường biển này càng trở nên ít quan trọng hơn.